# Myrmica sabuleti
Myrmica sabuleti — вид дрібних мурашок з роду Myrmica (підродина мирміцини). 

## Поширення та спосіб життя
Досить поширений у Європі. Мешкає у лісах і на відкритих просторах у теплому середовищі. Будує гнізда в землі, моху та під камінням. Більшість колоній є полігінними (в гнізді може бути кілька маток). Зазвичай колонія нараховує кілька сотень працівників.

## Опис
Червоно-бурі робочі особини, розміром 4–5 мм. Цариці трохи більші, розміром 5-6 мм. Тіло вкрите волоссям. Має подвійний петіоль.

## Коменсали
У мурашниках паразитують гусениці синявця Phengaris arion. Мірмекофільний павук Zodarion rubidum імітує Myrmica sabuleti та харчується мурашками.